# Ålands Liberala Ungdomsgrupp
Ålands Liberala Ungdomsgrupp förkortat ÅLU är en ungdomspolitisk grupp på Åland med moderpartiet Liberalerna på Åland.
ÅLU bildades 11 oktober 2010 i Mariehamn av engagerade ungdomar. Man riktar sig till ungdomar i åldern 13-24 år och säger sig vara helt fristående från Liberalerna på Åland.
En av gruppens initiativtagare men också gruppens första ordförande är Jannik Svensson.

## Ordföranden i ÅLU
- Jannik Svensson 11 oktober 2010 - 12 maj 2011
- Rasmus Lindqvist 12 maj 2011 - 24 april 2012
- Rickard Olsson 24 april 2012 - 18 juni 2015
- Jannik Svensson 18 juni 2015 - 20 augusti 2015
- Elias Lindström 20 augusti 2015 - 14 september 2017
- Valera Lankovskij 14 september 2017 - 22 mars 2019
- Jannik Svensson 22 mars 2019 -